# Бобровокутский сельский совет (Великоалександровский район)
Бобровокутский сельский совет (укр. Бобровокутська сільська рада) — входит в состав
Великоалександровского района
Херсонской области
Украины.
Административный центр сельского совета находится в 
с. Бобровый Кут
.

## История
- 1807 — дата образования.

## Населённые пункты совета
- с. Бобровый Кут
- с. Заповит